# Bielawa
Bielawa (Duits: Langenbielau) is een stad in het Poolse woiwodschap Neder-Silezië, gelegen in de powiat Dzierżoniowski. De oppervlakte bedraagt 36,2 km², het inwonertal 31.530 (2005).

## Verkeer en vervoer
- Station Bielawa Wschodnia
- Station Bielawa Zachodnia

Stadsdistricten:
Wrocław · Jelenia Góra · Legnica · Wałbrzych

Districten:
Bolesławiec · Dzierżoniów · Głogów · Góra · Jawor · Kamienna Góra · Karkonosze · Kłodzko · Legnica · Lubań · Lubin · Lwówek Śląski · Milicz · Oleśnica · Oława · Polkowice · Środa Śląska · Strzelin · Świdnica · Trzebnica · Wałbrzych · Wołów · Wrocław · Ząbkowice Śląskie · Zgorzelec · Złotoryja

Grootste steden:
Bielawa · Bolesławiec · Dzierżoniów · Głogów · Jelenia Góra · Legnica · Lubin · Oleśnica · Świdnica · Wałbrzych · Wrocław · Zgorzelec